# Erik Ekstedt
Erik Karl Ekstedt, född den 28 januari 1899 i Varnhems församling, Skaraborgs län, död den 24 november 1971 i Jönköping, var en svensk jurist. 
Ekstedt avlade studentexamen i Skara 1918 och juris kandidatexamen vid Uppsala universitet 1922. Han blev extra ordinarie notarie i Göta hovrätt 1922, genomförde tingstjänstgöring 1922–1925, började tjänstgöra i Göta hovrätt 1925, blev tillförordnad fiskal där 1926, extra ordinarie assessor 1927, ordinarie assessor 1932, ordinarie fiskal 1933, tillförordnad revisionssekreterare 1935, hovrättsråd samma år och vice ordförande på division 1939. Ekstedt var häradshövding i Tveta, Vista och Mo domsaga 1951–1961 och lagman i Göta hovrätt 1961–1966. Han blev riddare av Nordstjärneorden 1938 och kommendör av samma orden 1954. Ekstedt vilar på Dunkehalla kyrkogård.